# سجفیلد
سجفیلد (به انگلیسی: Sedgefield) یک شهرک و محله مدنی در بریتانیا است که در County Durham واقع شده‌است. سجفیلد ۵٬۲۱۱ نفر جمعیت دارد.

## خواهرخوانده
شهر هامینکلن خواهرخواندهٔ سجفیلد هست.